# أنتونين جوسن
أنتونين جوسن (بالفرنسية: Antonin Jaussen) (27 مايو 1871 - 29 أبريل 1962)، عالم آثار متخصص في الشرق الأوسط. ولد في سانيلهاك، في جبال أردتش، في عام 1871. في عام 1890 أرسل إلى الأرض المقدسة ووصل إلى القدس في يوليو. وهو واحد من أول طلاب ماري جوزيف لاغرانج عند تأسيس مدرسة الكتاب المقدس في القدس. في عام 1906، شرع في رحلة إلى إدوم والبتراء. من 1907 إلى 1910، أصبح متخصصا في قبائل البدو في فلسطين، وأصبح يتقن لهجاتهم وعاداتهم. وزار مواقع النبطية في الحِجْر (مدائن صالح) في المملكة العربية السعودية. قام بالتقاط الصور الأولى  لمعالم تيماء ومدائن صالح والعلا، والتي كانت تعرف سابقا فقط من خلال الرسومات.

## الكتب
رحلة استكشافية اثرية إلى الجزيرة العربية: اذار (مارس) - ايار (مايو) 1907م : من القدس إلى الحجاز مدائن صالح